# Spellbinder
Spellbinder (del polaco: Dwa światy) Dos mundos) es una serie de televisión australiana de ciencia ficción, estrenada en 1995 y coproducción de Film Australia y Telewizja Polska, en asociación con la Fundación de Televisión de los niños australianos.
La serie contó con 26 episodios y fue una coproducción entre Australia y Polonia. La serie tuvo una continuación en 1997, también con 26 episodios, llamada Spellbinder: Land of the Dragon Lord, una coproducción entre Australia, Polonia y China. 

## Sinopsis
Un grupo de adolescentes van a un campamento de la escuela en las Montañas Azules de Australia. Mientras que en el campamento, Paul Reynolds accidentalmente se mueve a través de una puerta entre nuestro universo y un universo paralelo. Este otro mundo está habitado por una sociedad más jerárquica y tecnológicamente diferentes, gobernado por un grupo de personas conocidas como Spellbinders . Paul conoce a una chica llamada Riana, y se convierten en amigos.
Los Spellbinders han descubierto el poder de crear y manipular la electricidad estática. Vuelan en gigantescas máquinas de color cobre que utilizan grandes rotativos cristales de color naranja, es de suponer la creación de algún tipo de levitación magnética. Los Spellbinders menudo utilizan su poder para el bien, pero algunos abusan de esta potencia y utilizar sus descubrimientos para la malevolencia. Ashka es la Spellbinder protagonista. La gente común se han "desterrado" por sus fechorías, y, a veces Spellbinders son desterrados, también, si es que se ha comprobado que han hecho mal.
Existe una tensión de sus incursiones de Paul en la tierra de los Spellbinders y sus intentos de regresar a su propio universo, y también de las conversaciones de Pablo tiene con sus amigos a través de la barrera entre los dos universos. Pablo y se escapa Riana también agrega la tensión, al igual que las interacciones entre Spellbinders. Pablo es finalmente capaz de viajar de regreso a nuestro universo, pero él se ve obligado a Riana con él con el fin de salvarla. 
Más tarde, cuando Paul es capaz de tomar Riana de regreso a su universo, Ashka lo sigue a nuestro universo como más tarde regresa a su casa. Ashka busca la ayuda involuntaria del padre de Pablo en la fabricación de su "traje de vuelo 'una nueva en sustitución de su traje de Spellbinder, que había sido tomado de ella antes de que entró en nuestro universo y después de que Pablo había eliminado con éxito una demanda de energía robado de ella en su última visitar.
Sin embargo, al final Paul se las arregla para exponer su plan y derrotar Ashka, que se devuelve como un paria en el mundo Spellbinder, mientras que Riana se convierte en el nuevo aprendiz de Correon. Con el fin de mantener al mundo Spellbinder a salvo de las personas más avanzadas de nuestro mundo, la puerta de enlace entre los dos universos se cierra de forma permanente.

## Detalles
Una nota interesante es que la gente del mundo ficticio de Riana hablan con un acento de Europa del Este, con sus nombres que suenan como los nombres de esa zona geográfica. Esto se debe a que la mayor parte de las escenas del universo alternativo fueron, de hecho, filmadas en locaciones de Polonia y contó con actores polacos.
- Datos: Q1413069